# باچا شا ناهار
باچا شا ناهار (به لاتین: Bacha Shah Nagar) یک منطقهٔ مسکونی در بنگلادش است که در ناحیه چیتاگونگ واقع شده‌است.